# Ponteland Castle
Ponteland Castle war ein Wohnturm an der heutigen Fernstraße A696 13 km nordwestlich von Newcastle-upon-Tyne in der englischen Grafschaft Northumberland.
Den Wohnturm ließ William de Valence im 13. Jahrhundert errichten. Bei einem Überfall der Schotten im Jahre 1388 wurde er teilweise zerstört. Im 17. Jahrhundert entstand um die Ruine des Wohnturms herum ein jakobinisches Herrenhaus, das heute als Blackbird Inn bekannt ist.

## Quelle
- Blackbird Inn, Ponteland. CastleUK.

Koordinaten: 55° 3′ 1,1″ N, 1° 44′ 30,1″ W